# イオンエブリ
イオンエブリ株式会社（Aeon Every Co., Ltd.）は、かつて関東近県を中心に食品スーパーマーケット・卸売業を展開していたイオングループの企業である。

## 概要
前身は、水産食料品の加工・卸売を目的として1947年に株式会社枡新商店（ますしんしょうてん）として創業された。
以来、加工食品卸売業を専業としていたが、1989年に会社名をシートゥーネットワーク株式会社に変更し、1990年代中頃から小売業にも進出し、スーパー「つるかめランド」を展開するようになった。
2003年に英国テスコ（以下「テスコ」）が日本進出を目的に同社を買収。その後、社名もテスコジャパン株式会社となり、従来の「つるかめ」店舗と並行して「テスコ」ブランドの店舗も展開するようになった。ただし諸外国で展開している大型店舗は日本国内には出店せず、首都圏での中型・小型店舗の展開に留まっていた。
2011年、テスコは不振が続く日本での事業から撤退の意向を表明。2013年にイオンが全店舗と従業員の引き受けを条件に、発行済み株式の50％を1円で取得して傘下におさめ、社名は「イオンエブリ」に変更された。譲渡にあたってはテスコが日本法人の負債を肩代わりする他、事業建て直しの為に追加投資も行った上で売却している。その後もテスコとの資本関係は残っていたが、最終的にはテスコが日本から完全撤退し、イオンの完全子会社となった。
イオングループ傘下入りした後は、スクラップアンドビルドによる店舗の閉鎖およびイオングループの同業他社への営業譲渡によって僅か1年あまりで直営店舗を閉鎖して営業を終了した。譲渡された店舗は順次「マックスバリュ」や「アコレ」などの屋号に変更されている（#店舗形態を参照）。法人はその後も存続していたが、2023年に清算結了により消滅した。

## 沿革
- 1947年（昭和22年）6月 - 水産食料品の加工・販売を目的として、株式会社枡新商店を設立。
- 1981年（昭和56年）3月 - 株式会社マスシンに商号変更。
- 1989年（平成元年）7月 - シートゥーネットワーク株式会社に商号変更。
- 1994年（平成5年） - 加工食品卸売り専業から、小売り業にも進出し「つるかめランド」を展開。
- 2000年（平成12年）3月10日 - 東証2部に上場。
- 2001年（平成13年）3月1日 - 東証1部に指定替え。
- 2003年（平成15年）
  - 3月 - イギリスのテスコが、株式公開買付けによる買収を発表。
  - 10月17日 - テスコ傘下となり、東証1部上場廃止。
- 2004年（平成16年）8月16日 - 埼玉県・千葉県を中心に25店舗展開していたスーパーチェーンのフレックを買収[2]。
- 2007年（平成19年）9月18日 - テスコジャパン株式会社に商号変更。
- 2010年（平成22年）1月 - 埼玉県さいたま市内を中心に5店舗展開していたスーパーチェーンのクリーンストアーを買収。
- 2011年（平成23年）8月31日 - 英テスコが日本からの撤退を表明[3]。
- 2012年（平成24年）6月18日 - イオンが株式の50%を1円で取得する予定であることを発表[4]。
- 2013年（平成25年）
  - 1月1日 - イオンが50%の株式を取得。イオンの持分法適用会社となる。
  - 3月1日 - イオンエブリ株式会社に商号変更。
  - 4月 - 8月 - この間に57店舗を閉店し、大多数の店舗をイオングループの同業他社に譲渡。
- 2014年（平成26年）
  - 1月 - 2月 - この間に36店舗（3月1日現在）を閉店。
  - 2月26日 - 本社がある亀戸センタープラザ1階にある「TSURUKAME 亀戸センタープラザ店」を閉店、店舗はマックスバリュ関東へ譲渡。
  - 3月1日 - 直営の14店舗をマックスバリュ関東とマックスバリュ東海に営業譲渡。
  - 3月31日 - 最後まで存続していた直営の5店舗を閉鎖・営業譲渡してイオンエブリとしての営業を終了。
- 2023年（令和5年）2月20日 - 清算結了、法人格消滅。

## 店舗形態

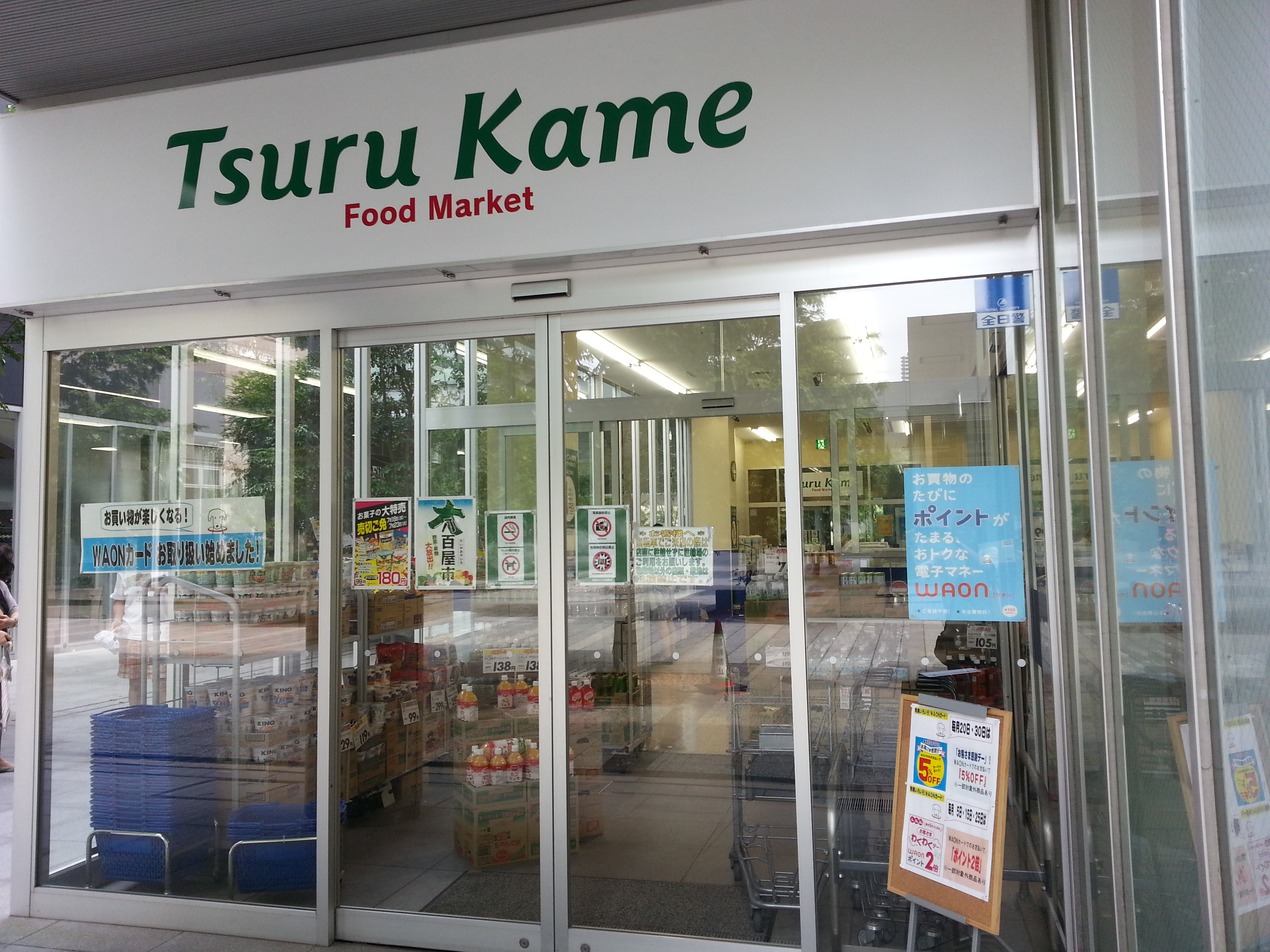
TSURUKAMEみなとみらい店（神奈川県横浜市西区）
「テスコエクスプレス」から屋号変更した「Tsuru Kame」表記の店舗
2014年5月末に、まいばすけっとみなとみらい店に転換している

元々は食料品の卸業者だった経緯から、一部の店舗では生鮮食品（野菜・精肉・鮮魚）や惣菜は外部の業者が販売しており、イオンエブリは加工食品・日配食品・日用品・酒類の販売とレジを担当していた。この形式をとっている店舗ではレシートや折り込み広告に各部門の問い合わせ先が記載、イオンエブリは「つるかめ」と記載されていた。
店舗によってはイオングループで導入している電子マネーWAONやiD・QUICPay・Suica（相互利用が可能な交通系電子マネーを含む）が利用できた。これらの店舗ではWAON・イオンカード利用による各種セール（お客さま感謝デー・お客さまわくわくデーなど）も実施している。店頭にイオン銀行ATMが設置されているところもあり、ATMを利用してWAONのチャージもできる。ターミナル駅構内の駅ビルに出店している店舗では交通系電子マネーのみ利用が可能な箇所も存在した。
これらの取り扱いはイオングループ各社に譲渡後も継続されている。

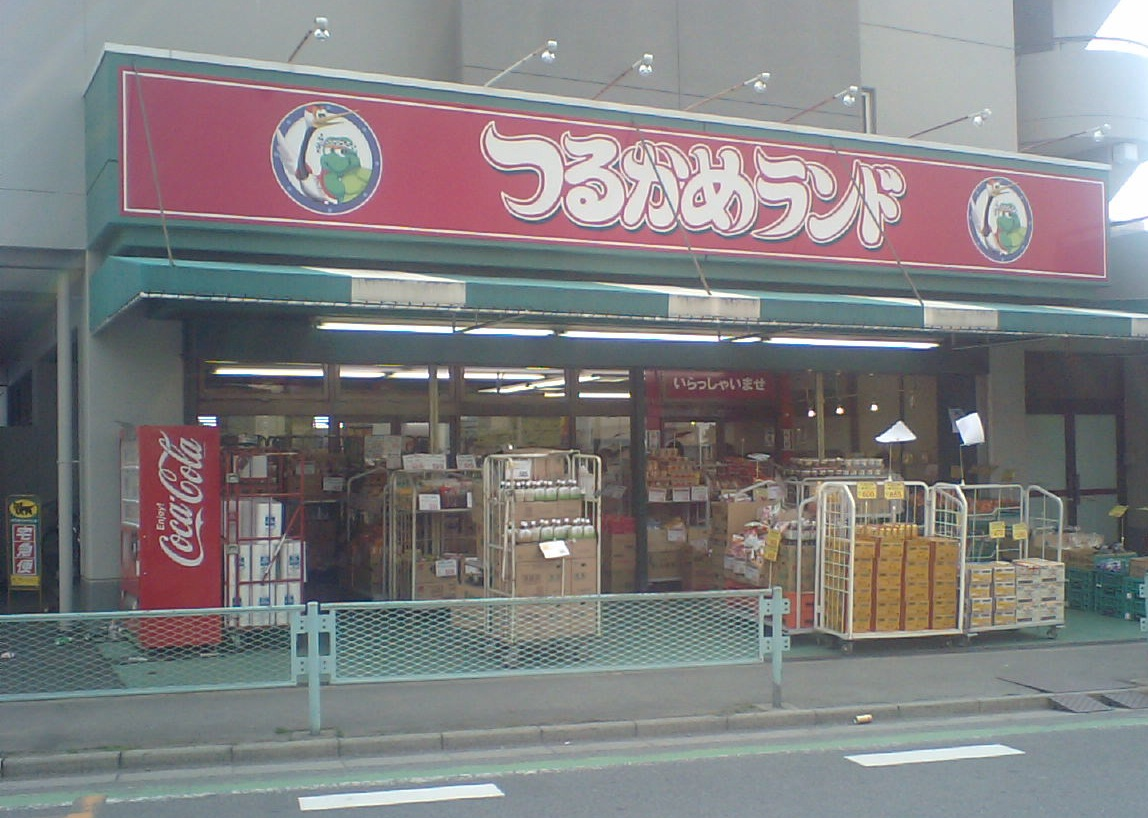
つるかめランド宮戸店（埼玉県朝霞市）
イオンリテールを経て現在はビッグ・エーが運営するアコレ宮戸店

つるかめランド・つるかめ
食品スーパーマーケット
2014年3月31日までに閉鎖、または以下の各社に譲渡された。
マックスバリュ関東：東京都・千葉県・埼玉県・群馬県の店舗。池上店・幕張店・新松戸店・大牧店は同社へ譲渡後、「マックスバリュエクスプレス」に改装されたほか、立川駅前店・平山団地店など閉鎖後にマックスバリュ関東が「マックスバリュエクスプレス」として開店している店舗もある。2015年までに、群馬県の店舗は閉鎖された。
マックスバリュ東海：神奈川県内の店舗。順次「マックスバリュエクスプレス」へ屋号変更された。
TSURUKAME・Tsuru Kame
イオングループ入りする前に開店した店舗は「TSURUKAME」を用いていたが、旧「TESCO」から屋号変更した目白店、青葉すすき野店、湊新田店と旧「テスコエクスプレス」から屋号変更したみなとみらい店は新ロゴデザインである「Tsuru Kame」表記の店舗となっていた。2014年3月1日にTSURUKAME京王多摩センター店（東京都多摩市）をマックスバリュ関東へ譲渡し、イオンエブリ運営の店舗は消滅。
ふーどれっとつるかめ
加工食品と酒類のみを扱う食料品店。小規模の店舗が多い。WAONの取り扱いはない。2014年2月16日をもって東京都内の8店舗が一斉に閉店した。その後も営業を続けていた川崎店（神奈川県川崎市）も2014年3月1日にマックスバリュ関東へ譲渡し、イオンエブリ運営の店舗は消滅。
かめちゅーる
2012年7月17日に海老名店（神奈川県海老名市、ビナウォーク1番館に出店していた）の閉店により消滅した。
TESCO・TESCOエクスプレス
テスコグループ傘下入り後に出店した形態。2013年7月までに「Tsuru Kame」への屋号変更などにより消滅した。
キッチンランド
2013年7月29日に新所沢パルコ店（埼玉県所沢市）をマックスバリュ関東へ譲渡。
卸売のC&C
かつての本業であった卸売り販売を行う現金問屋。2014年3月31日をもって営業を終了。

### 店舗網の整理・イオングループへの営業譲渡
前述したように2013年4月以降、店舗網の整理が行われており、同年4月7日につるかめ三保町店を閉店したのを皮切りに、同年8月までに約半数の57店舗を閉鎖。同年3月1日時点では115店舗だった店舗数が58店舗に減少した。2013年9月以降、一旦店舗の閉鎖が中断されていたが、2014年1月以降になって再び店舗網の整理が行われており、同年1月10日に7店舗を閉鎖したのを皮切りに、残りの店舗を閉店や営業譲渡を行い、直営の店舗が消滅した。
これらの店舗の大多数はイオングループの各社に営業を譲渡され、順次「マックスバリュエクスプレス」「アコレ」「まいばすけっと」「イオンリカー」「れこっず」「オリジン弁当」などの業態に転換されている。一部店舗では屋号や業態を変更せずに譲渡を行い、譲渡後に屋号を変更している店舗も存在する。
これら以外にも、イオンエブリが撤退したあとにイオングループ以外の同業他社が居抜き出店している例も存在する。